# 天壇座μc
天壇座μc（Mu Arae c，也被稱為 HD 160691 c）是一顆環繞天壇座μ的太陽系外行星。該行星發現於2004年8月25日。

## 發現
天壇座μc剛發現時，其質量被認為是地球的14倍，之後的研究則修正為10.5倍地球質量。其軌道相當接近母星天壇座μ，因此軌道週期只有9.6日。這個發現是得益於位於智利屬於歐洲南方天文台的拉西拉天文台高精度徑向速度行星搜索器攝譜儀。在2004年6月該光譜儀累積了8個晚上的資料確定該行星的存在。

## 行星特徵
假如其真實質量相當於海王星和格利澤436b，那類地形星的質量上限理論上是14倍地球質量。這樣體積下的行星可以確定是岩石行星，因為天壇座μ的金屬量較太陽高。此外，它被認為是形成於3.2天文單位的「雪線」以內。不過，許多該行星系統形成的模型顯示，在母恆星將附近的冰清除前，行星形成的收縮過程中已經吸收了大量揮發性物質，因此其核心大約只有6倍地球質量。其核心可能是所謂的「熱冰」和氣體，因此其行為可類似海王星。
天壇座μc因為距離母恆星太遠，不會受到其母恆星的星冕物質拋射影響。不過有部分天文學家不同意它的質量是否代表其現在是熱海王星或形成時已是熱海王星，或者它可能曾經是氣體巨行星，但因為星冕物質拋射失去了大部分質量。
如果它曾經是失去質量的氣體巨行星，它的母星可能會使較大的原行星（例如地球20倍質量到木星質量一半）加熱到極高溫。如果質量到木星質量一半，其最近的半徑可能可達到0.6倍木星質量。
天壇座μc因為相當接近其母恆星，因此其表面溫度一定相當高。發現者假設其反照率為0.35，稍低於計算熱木星表面溫度時的反照率，例如牧夫座τb。這可能是因為發現者假設該行星可能是矽酸鹽組成的超級地球，且沒有雲層和強烈瑞利散射的大氣層。如果真是如此，其表面溫度可達到900 K。
天壇座μ系統中的四個行星都不是以現有儀器在地球上直接觀測到，而都是以徑向速度方式偵測到。